# Чехель Сотун
Чехель Сотун (перс. چهل ستون, — Палац сорока колон) — палац перського шаха Аббаса II в місті Ісфаган, Іран, визначна архітектурна споруда XVII століття. У складі об'єкта Перські сади входить до списку Всесвітньої спадщини ЮНЕСКО.

## Історія
Палац був побудований Аббасом II в 1647 році як резиденція для відпочинку. Французький мандрівник XVII століття Жан-Батист Таверньє в своїх записах неодноразово згадує урочисті прийоми у Палаці сорока колон. У 1707 році будівля пережила пожежу, в 1870 році була відреставрована. В теперішній час в палаці розташовується експозиція археологічного музею, в якій представлені старовинні вироби з кераміки і килими.

## Архітектура
Палац площею 58 × 37 метрів розташований в центрі тінистого саду, величина якого спочатку становила 7 гектарів. Елегантний головний фасад палацу являє собою галерею, дах якої спирається на 20 тонких восьмикутних колон (3 ряди по 6 колон і ще дві колони, що підтримують склепіння). Ці колони заввишки 13 метрів вирізані з цільних кедрових стовбурів. Чотири центральні колони, що оточують невеликий басейн, встановлені на різьблених кам'яних левах. При відновленні після пожежі 1707 колони були прикрашені дзеркальною мозаїкою.
Перед палацом розташований великий прямокутний ставок. Двадцять колон, відображені (ніби подвоєні) у дзеркальній поверхні ставка, дали палацу його поетичну назву.

## Інтер'єри

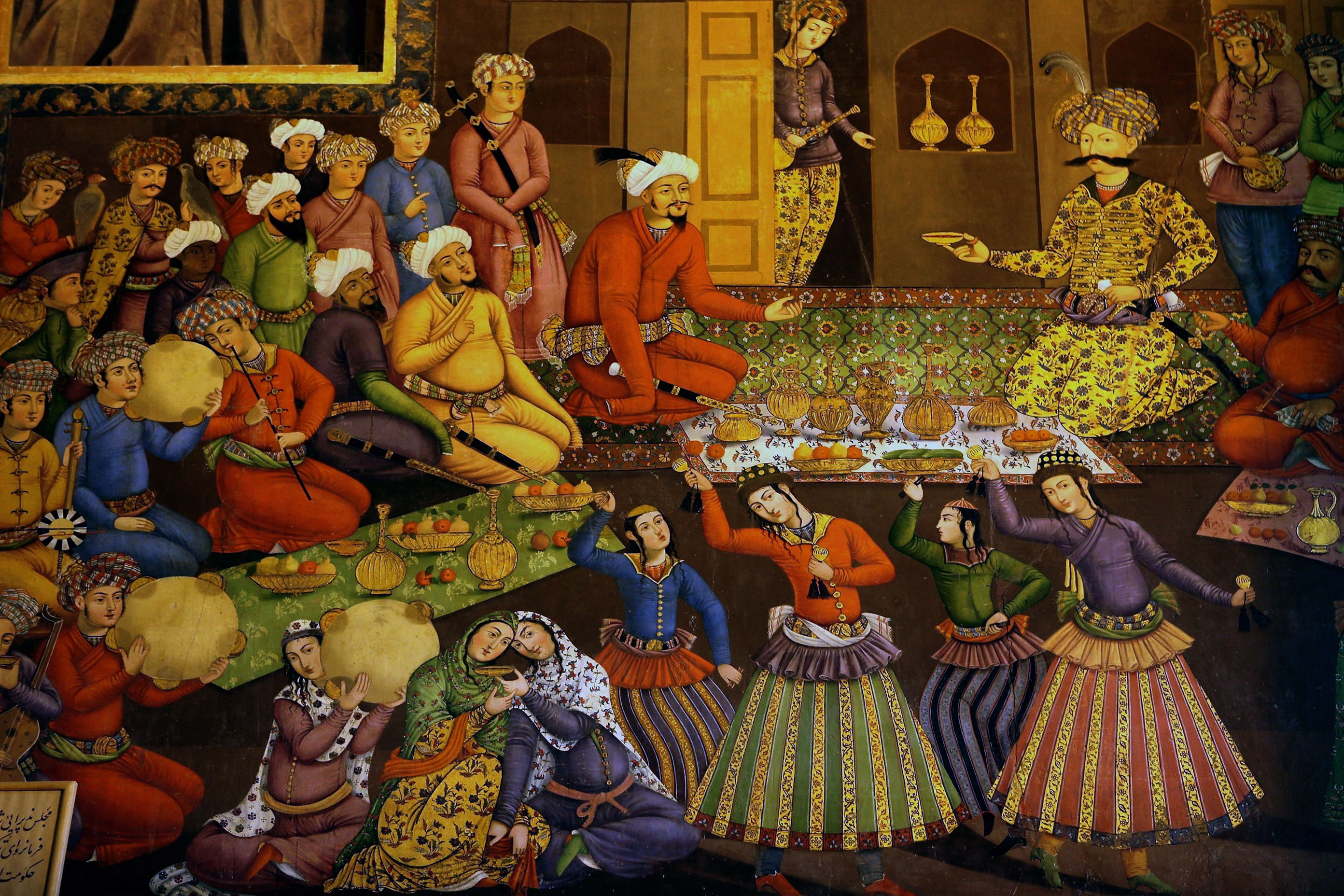
Настінні розписи палацу

В центральній частині палацу Чехель Сотун розташована Зала прийомів Аббаса II. Стіни і стелю зали щедро прикрашені ліпниною і розписані орнаментом у синіх, червоних, смарагдово-зелених і золотих тонах. Золоті фарби розписів добуті використанням справжнього золота, якого на оздоблення інтер'єрів було витрачено кілька кілограмів. Зали Палацу сорока колон прикрашені фресками із зображенням подій з історії династії Сефевідів. У них простежується європейський та індійський вплив. Невеликі фрески любовно-еротичного змісту за часів династії Каджарів були зафарбовані вапном, завдяки чому вони дійшли до теперішнього часу у відмінному стані.
Певний час прикрасою палацу були також керамічні панно на теми історичних подій, однак нині ці панно розпорошені по всьому світу, багато з них зберігаються в музеях Європи.

## Галерея

Розписи зали прийомів
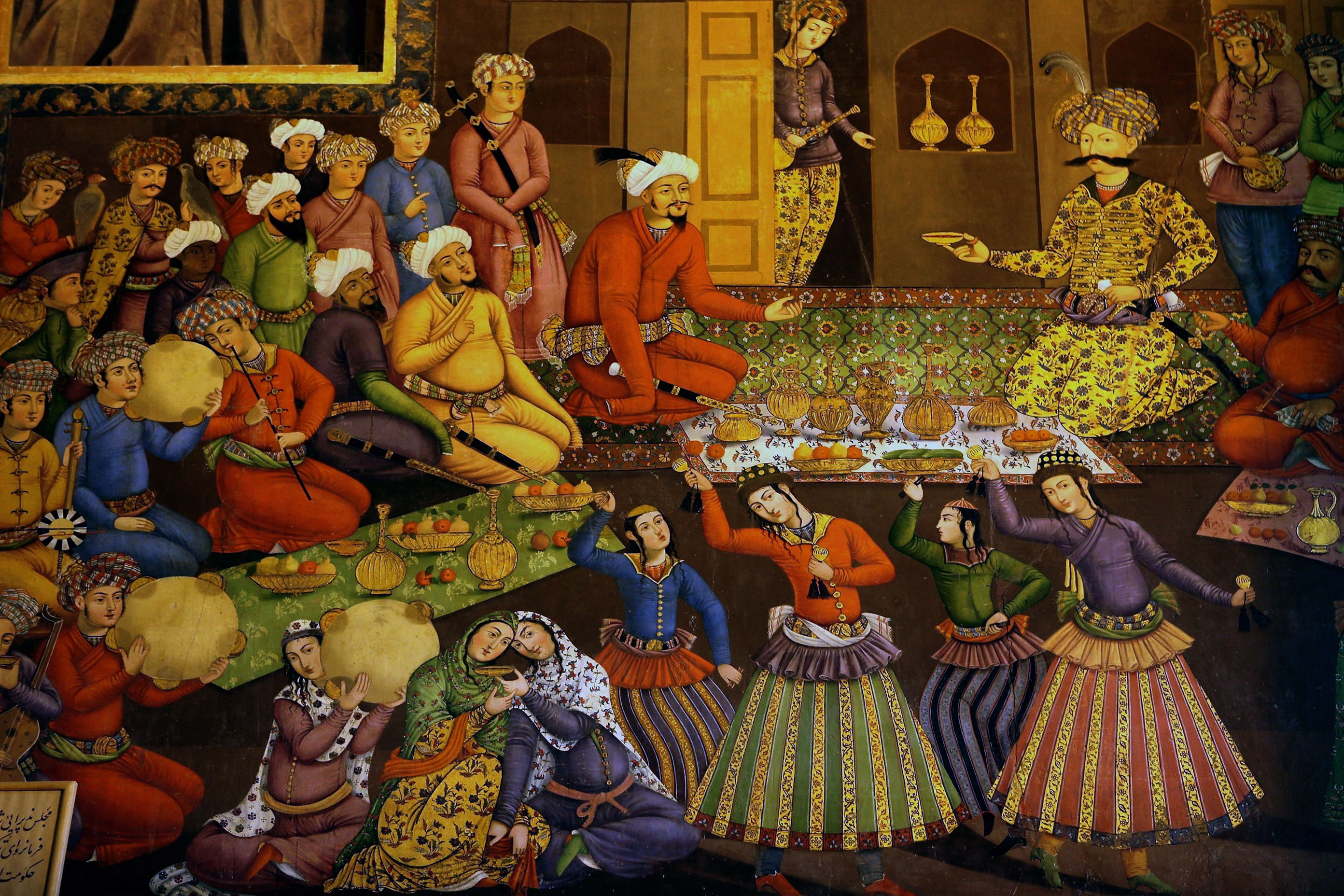
Аббас I і Валі-хан
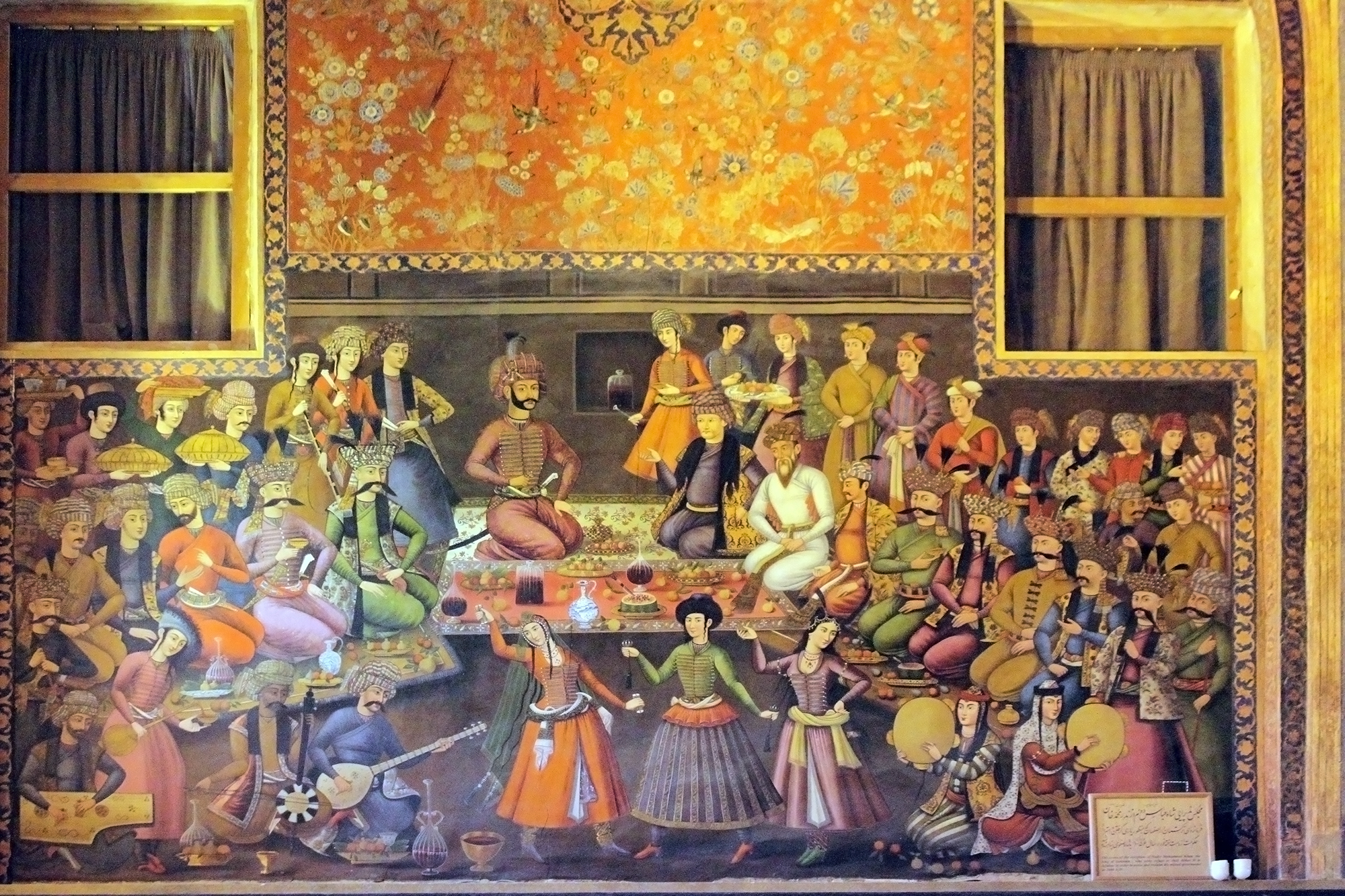
Аббас II і Надар-Мохаммад-хан
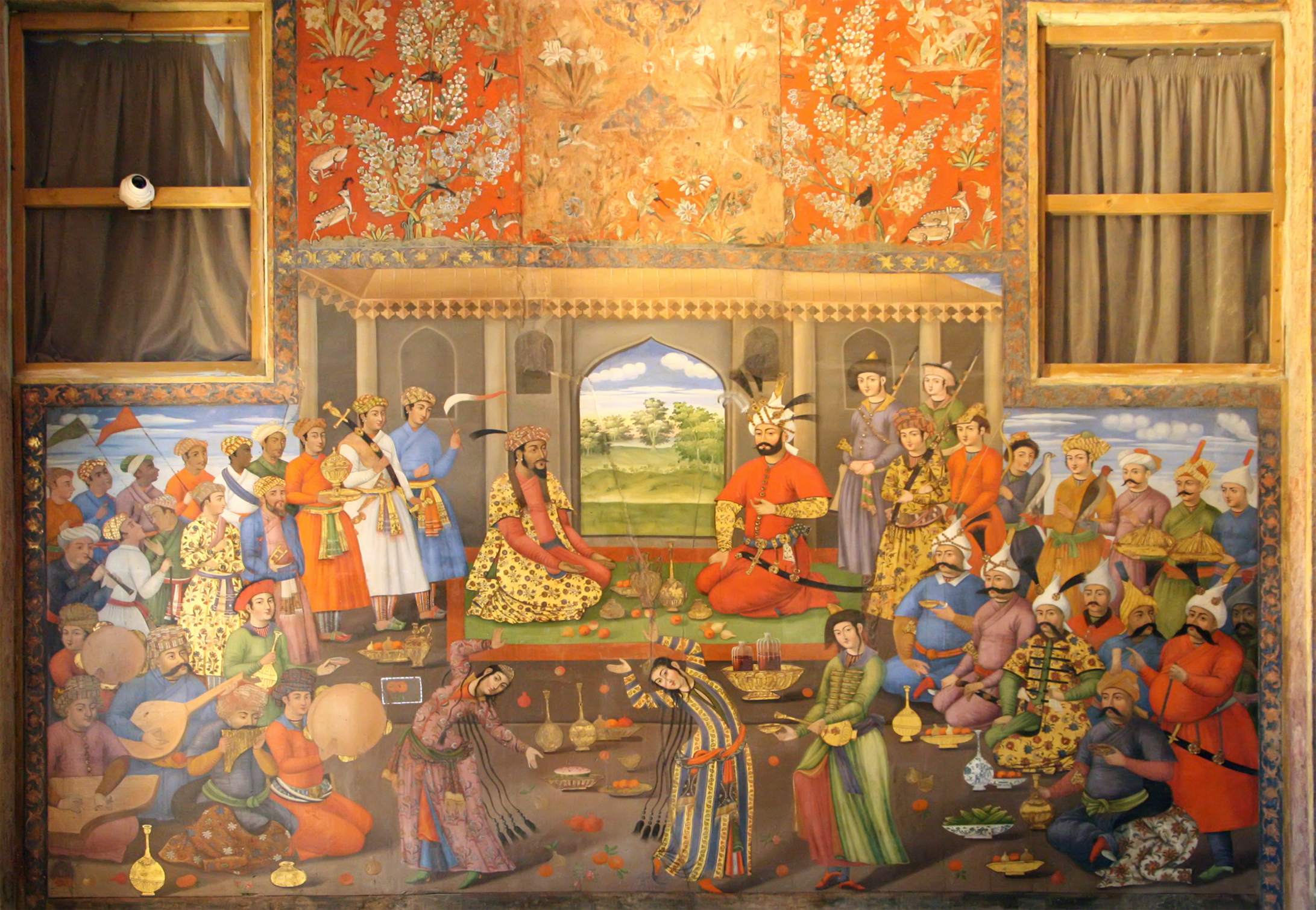
Тахмасп I і Хумаюн
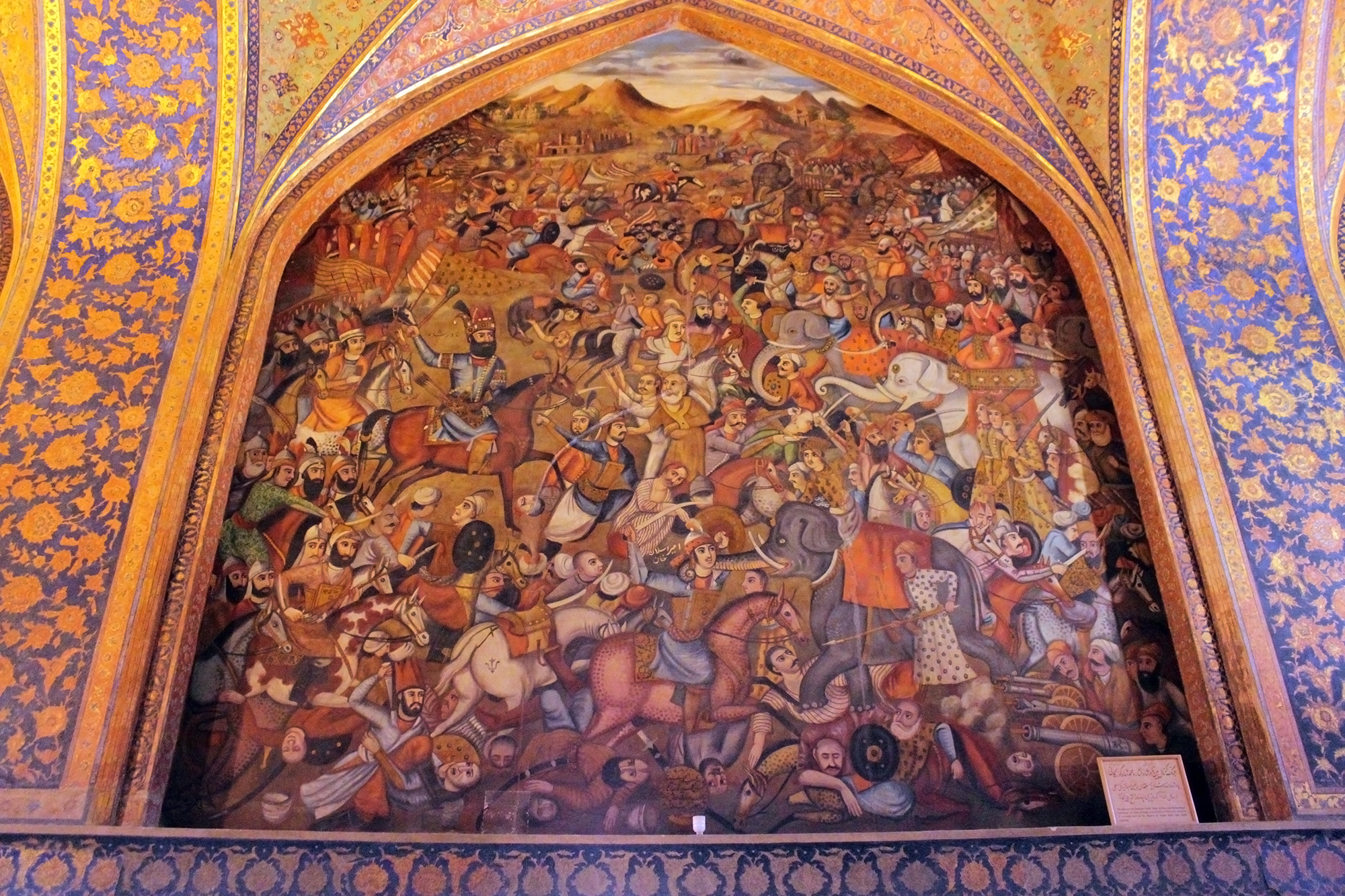
Битва при Карналі
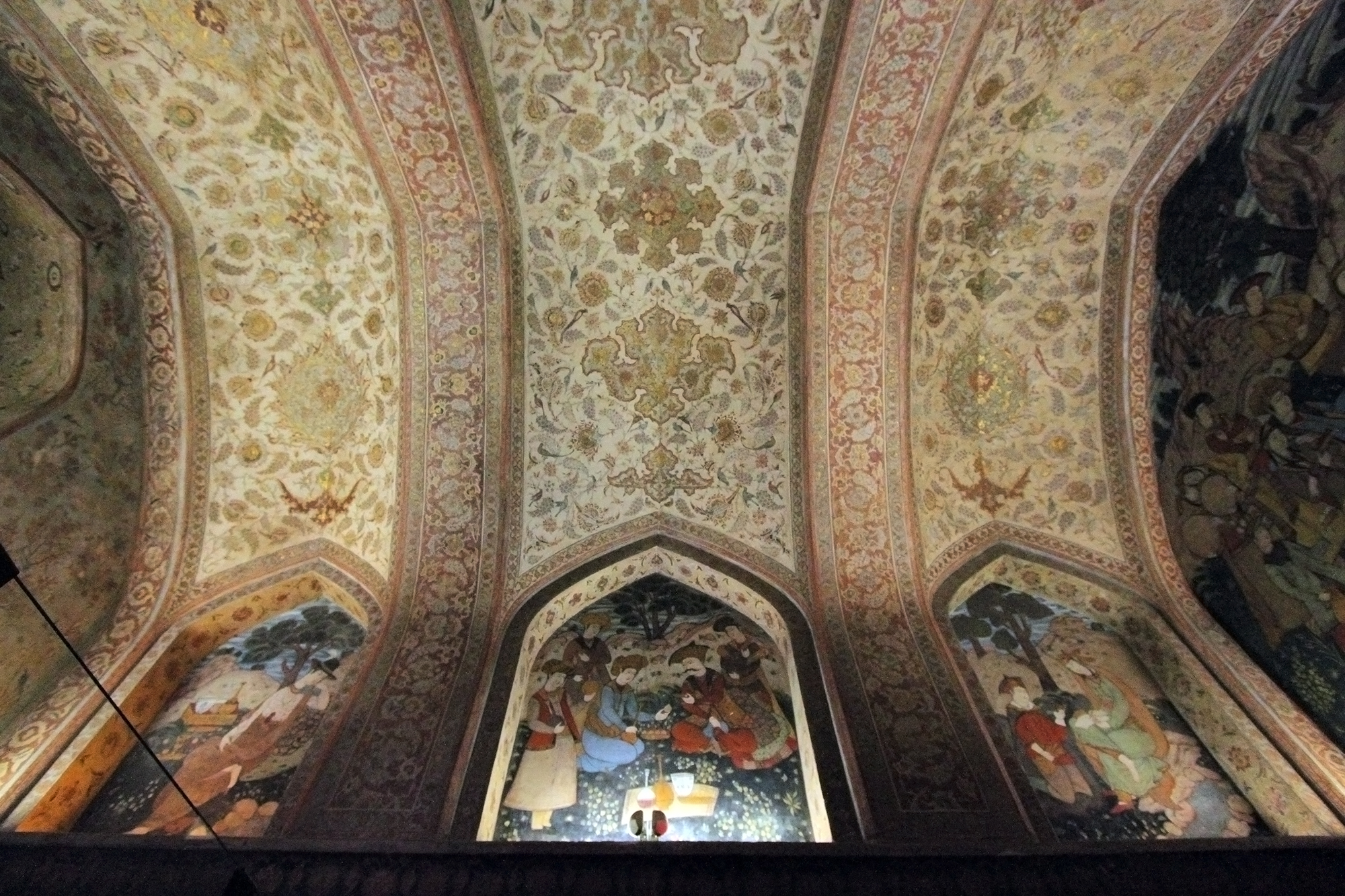
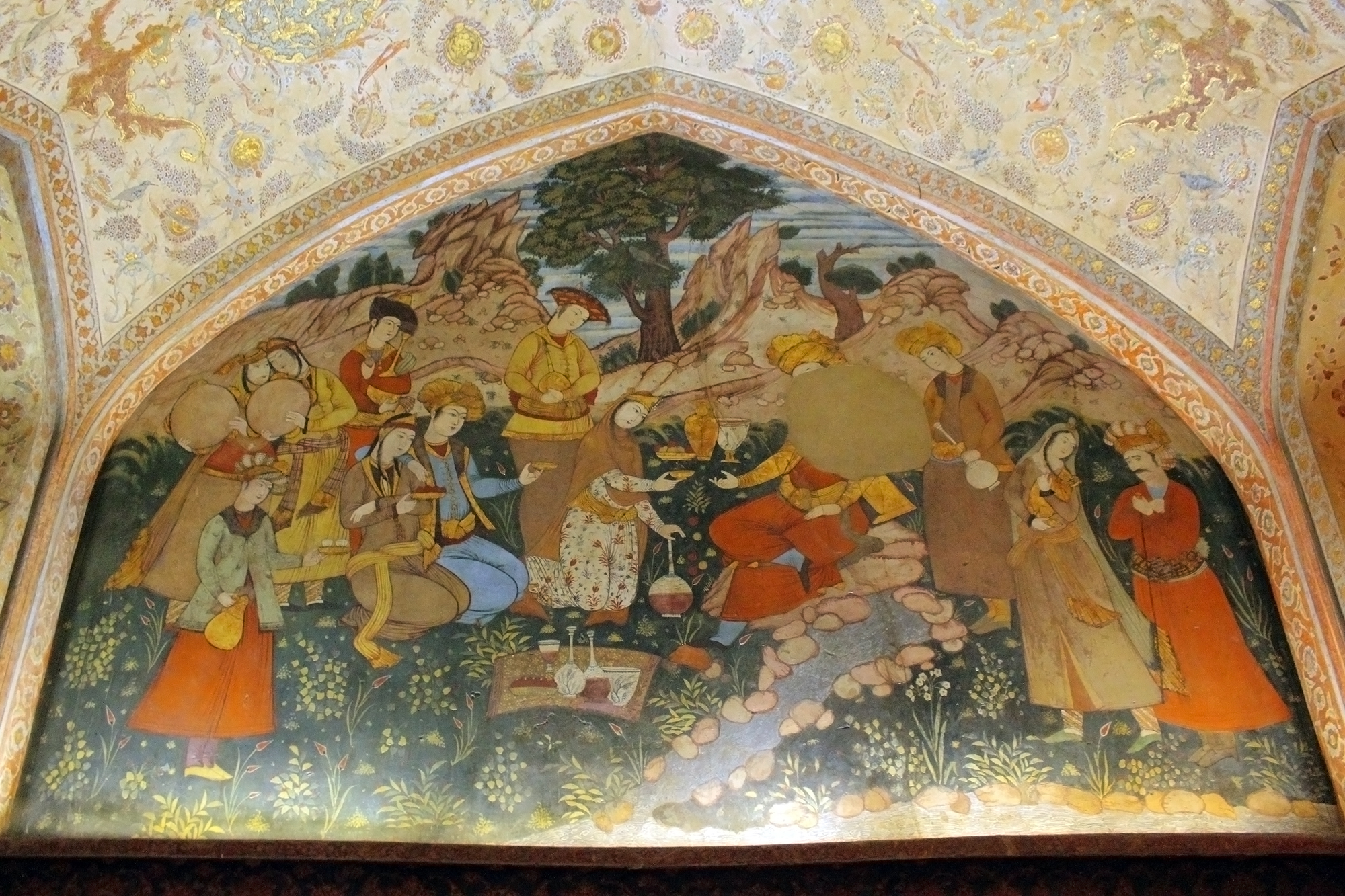
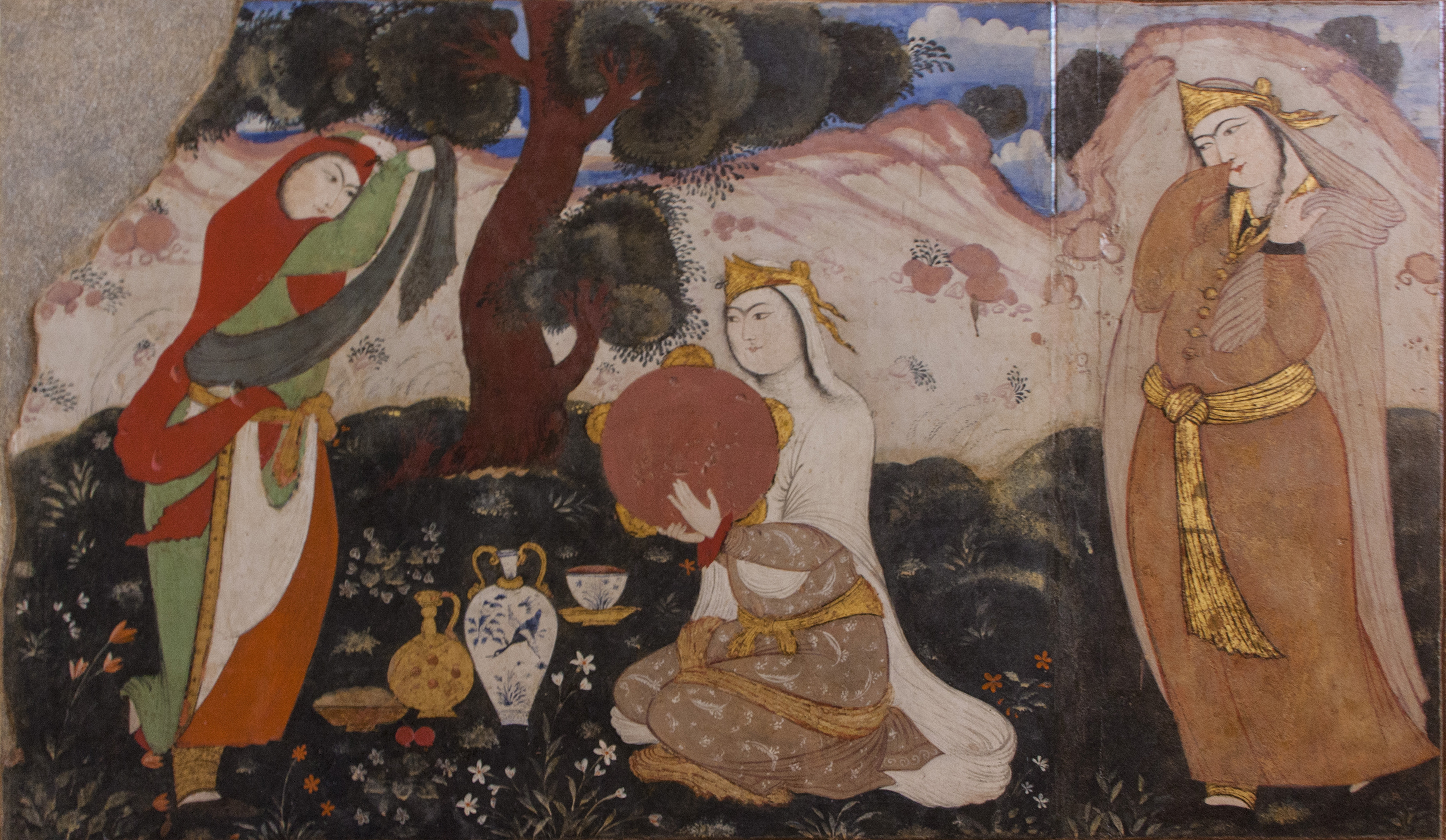
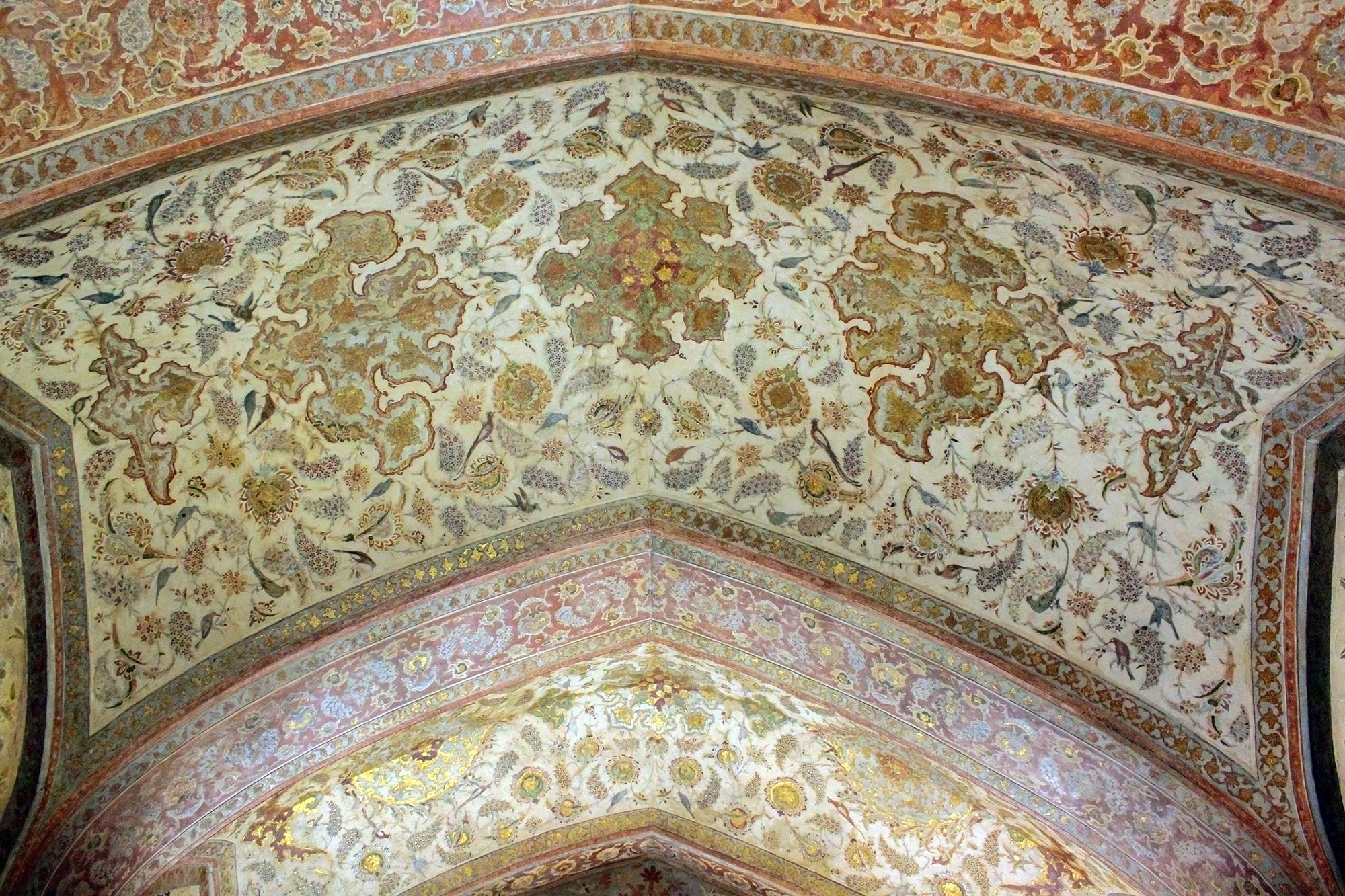